# Lipizach

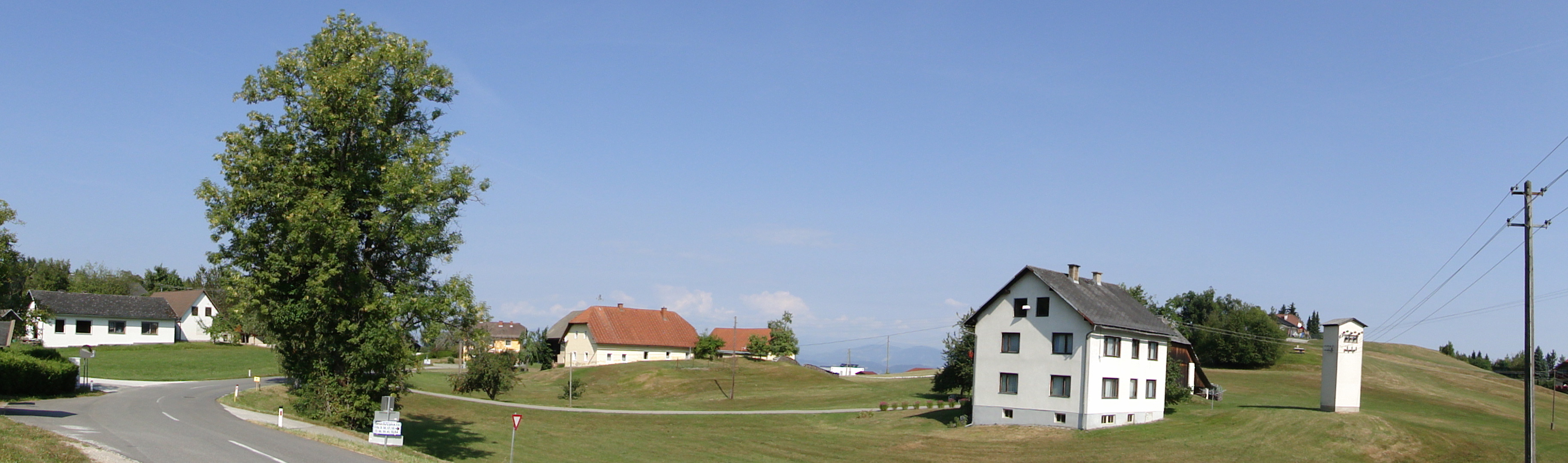
Lipizach, östlicher Ortsteil

Die Ortschaft Lipizach (slowenisch Lipice) liegt in der Marktgemeinde Ebenthal in Kärnten auf der Hochfläche der östlichen Sattnitz. Die ehemalige landwirtschaftliche Streusiedlung wurde durch Zweitwohnsitze aufgesiedelt und hat 100 Einwohner (Stand 1. Jänner 2024).

## Geographie
Lipizach liegt am Nordhang der östlichen Sattnitz oberhalb von Ebenthal in einer amphitheatralisch geformten Abrissnische des Randes der Hochfläche der östlichen Sattnitz. Dadurch ist ein Ausblick auf das Klagenfurter Becken und die nur wenige Kilometer entfernte Landeshauptstadt gegeben. Dies hat wesentlich zur Überformung durch Zweitwohnsitze beigetragen.

## Geschichte
Die Keuschen-Streusiedlung von Lipizach entstand um 1600. Vor 1600 fehlte jede Nachricht über Lipizach, während die Sammelsiedlungen der Sattnitz mit ihren Blockgemengefluren, wie Radsberg, Tutzach, Schwarz oder Kossiach, bereits spätestens 1300 existierten. 1624 kam es unter den Herren von Neuhaus, denen damals Burg Greifenfels gehörte, zu einer Erbteilung. Das dabei angefertigte Teillibell enthielt jene wichtige Notiz, die uns über die Entstehungszeit von Lipizach informiert. Es wurden da zunächst mehrere Bauern aus verschiedenen Ortschaften und deren Dienste genannt „… Michl Jäger dient jährlich 1 Gulden, Matthe Nobin dient jährlich 1 Gulden. Schließlichen gehören in diß Taillibellalle die anderen freistifter, so neulich sich allda im Perg hüßlichen untergericht haben“. Im Urbar von 1682 finden sich dann bereits alle zehn Keuschen von Lipizach. Somit gehört die Keuschensiedlung von Lipizach mit großer Sicherheit der Zeit um 1600 an, die auch in anderen Gebieten Kärntens eine Zeit des Landesausbaues war. Damals ist wohl auch das nahe gelegene Spitzach gegründet worden.
Die zehn landwirtschaftlichen Kleinstbetriebe in Lipizach unterstanden vor 1848 der Herrschaft Ebenthal. Wie das Grundbuch dieser Herrschaft zeigt, handelte es sich durchwegs um Kleinbetriebe, die als ½ Keuschler beansagt waren. Nur die Höfe „Voltan“ und „Pongratz“ waren ¼ Huben. Der geschlossene Besitz um den Hof in Blockflur ist charakteristisch und unterscheidet diese Rodungsinsel von jener von Tutzach mit ihren Blockgemengefluren. Die Besitzgrößen der ½ Keuschen variierten von 1 bis 2 ha. Die ¼ Huben hatten ca. 2,5 ha. Bei allen Betrieben überwogen um 1827 weitaus die Äcker, während um 1970 an ihre Stelle Wiesen getreten waren, ein Prozess der Vergrünlandung, der als „Sozialbrache“ stark mit der Aufgabe der landwirtschaftlichen Bewirtschaftung verbunden war.
Die Höfe hatten keinen Getreidezins, mussten aber durchwegs – und dies unabhängig von ihrer Größe – dem Grundherren zwei Klafter Holz hauen und Robot leisten, ganz ähnlich wie die Betriebe von Spitzach, die ebenfalls zur Herrschaft Ebenthal gehörten und die auch nicht in Getreide Zinsen mussten. Die zehn Keuschen hatten im Gegensatz zu den Betrieben der übrigen Sattnitz keinen Waldbesitz, dafür aber das Streuservitut in den Wäldern der Herrschaft Goess. Dieses wurde im 19. Jahrhundert abgelöst. Dafür überließ ihnen der Graf etwas Wald, der aber nicht einmal den eigenen Brennholzbedarf deckte. Die Bauern arbeiteten meist in den Wäldern des Grafen als Holzfäller. Auch 1970 arbeiteten noch zwei Betriebsleiter als Forstarbeiter.
Da eine eigentliche landwirtschaftliche Basis fehlte, kam es seit Mitte des 19. Jahrhunderts zur Krise: Die Industrie bot keine Chance, da eine Arbeitssuche bei den damaligen katastrophalen Wegeverhältnissen unweigerlich eine Abwanderung ins Tal mit sich brachte. So kam es zur Abstiftung zahlreicher Familien und zum Aufkauf ihrer Höfe durch andere, die zunächst ökonomisch noch gefestigter sind. Zwischen 1880 und 1900 erwarb etwa die Familie Wrulich von der Martinkeusche durch Heirat und Kauf drei weitere Keuschen in Lipizach und 1826 noch zwei dazu. In 50 Jahren hatten die Wrulichs somit die Hälfte aller Höfe Lipizachs an sich gebracht. Ähnlich kaufte die Familie Walter zwischen 1896 und 1905 die Wostekeusche und die Matitzkeusche.
Entscheidend war, dass diese Entwicklung keine Besitzaufstockung mit sich brachte, sondern dass die Keuschen an Familienmitglieder verteilt wurden. Ab 1960 begann vereinzelt die Aufparzellierung und der Verkauf von Bauland an städtische soziale Schichten, so einen Kaufmann, eine Hausfrau, Angestellten oder einen Betriebsführer aus Klagenfurt. Wurden zuerst 10 ATS/m² erzielt, so stieg der Kaufpreis innerhalb weniger Jahre auf 50 ATS/m². Um 1970 betrugen die Preise je Quadratmeter Baufläche 100–120 ATS. Die in wirtschaftliche Schwierigkeiten geratenen Keuschlerexistenzen hatten für notwendige Investitionen keinen Waldbesitz zur Verfügung und sahen sich daher zum Grundverkauf gezwungen. Mit dem gewonnenen Geld erneuerten sie Stall- und Hofgebäude, erbauten ein Gasthaus oder kauften landwirtschaftliche Maschinen.
1939 waren noch alle zehn Betriebe intakt, 1973 waren es nur noch vier, die bewirtschaftet wurden. Die Betriebsauflassung war mit einem Prozess der Aufgabe des Getreidebaues und der Viehhaltung verbunden, das Ackerland wurde in Dauerwiesen oder Extensivweiden umgewandelt
Heute ist Lipizach bereits stark von Zweitwohnsitzen überbaut und laufend kommen neue dazu. Mit der Lage über der Nebelgrenze des Klagenfurter Beckens und dem Ausblick auf Klagenfurt wird dabei geworben.